# Michel Portier
 (mai 2016).
Si vous disposez d'ouvrages ou d'articles de référence ou si vous connaissez des sites web de qualité traitant du thème abordé ici, merci de compléter l'article en donnant les références utiles à sa vérifiabilité et en les liant à la section « Notes et références ».
Michel Portier (en anglais Michael Portier), né le 7 septembre 1795 à Montbrison et mort le 14 mai 1859 à Mobile (Alabama) , est un ecclésiastique français qui fut le premier évêque de Mobile aux États-Unis. Il a été envoyé par les Sulpiciens aux États-Unis en 1817.

## Biographie
Michel Portier, qui avait reçu les ordres mineurs en France, entre au  St. Mary's Seminary tenu par des prêtres sulpiciens français à Baltimore et il est ordonné prêtre pour le diocèse de Saint-Louis par Guillaume-Valentin Dubourg (1766-1833), le 16 mai 1818. Il est consacré le 26 août 1825 évêque titulaire d'Oléna (de) par Joseph Rosati (1789-1843), afin de servir en tant qu'unique vicaire apostolique des Florides et de l'Alabama, régions nouvellement érigées en vicariat apostolique. Il n'y avait alors que trois paroisses catholiques: à Mobile, à Saint Augustine et à Pensacola.
L'évêque parcourt son immense territoire à cheval, prêchant, donnant la communion et les sacrements. Il retourne en France en 1829 à la recherche de nouveaux prêtres pour l'assister, mais il ne revient qu'avec un seul prêtre, Mathias Loras, et quelques séminaristes. Le vicariat devient diocèse avec siège épiscopal à Mobile, le 15 mai 1829, et Michel Portier en devient le premier évêque. Sa cathédrale n'est qu'une petite église de bois de vingt pieds de large et son palais épiscopal une modeste habitation de deux pièces.

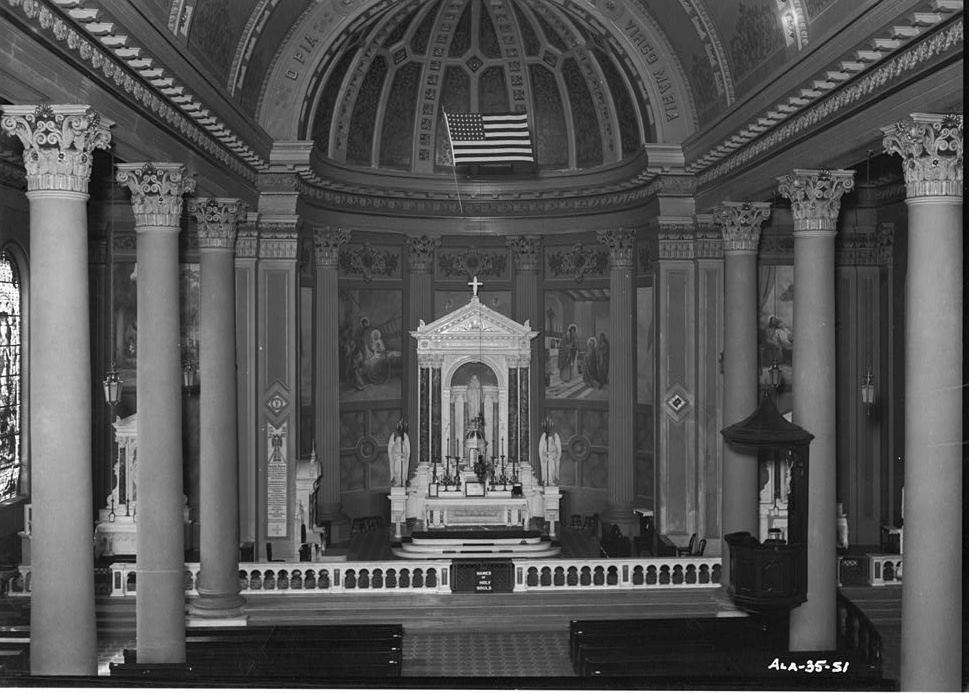
Intérieur de la cathédrale de Mobile dans les années 1930

Il décide de faire construire une nouvelle cathédrale, la cathédrale de  l'Immaculée-Conception, construite en style néoclassique de 1835 à 1850, alors que l'afflux d'immigrants augmente. La portion du diocèse faisant partie de la Floride orientale est détachée en 1850 et annexée au nouveau diocèse de Savannah.
Michel Portier fonde en 1830 le premier collège universitaire catholique du Sud des États-Unis et le cinquième du pays, le Spring Hill College, qui est dirigé par le père Loras, avant qu'il ne soit consacré évêque de Dubuque, le 10 décembre 1837, par Michel Portier lui-même. Il consacre encore un autre directeur en 1847, Jean-Étienne Bazin (1796-1848), en tant que troisième évêque de Vincennes (Indiana).
Il fait venir également en 1833 un groupe de religieuses visitandines de Georgetown à Mobile, afin d'y ouvrir un couvent avec école de jeunes filles. Il appelle de France des frères du Sacré-Cœur qui arrivent en 1847, ainsi que des filles de la Charité qui étaient établies dans le Maryland. Chaque congrégation administre respectivement un orphelinat pour garçons et un orphelinat pour filles.
L'une de ses dernières fondations à Mobile est celle de l'hôpital de la Providence ( Providence Hospital) qui existe encore et constitue de nos jours un des hôpitaux les plus modernes de la ville. Il est toujours administré par les filles de la Charité actuellement.
Il meurt en 1859 et est enterré à la crypte de la cathédrale de l'Immaculée-Conception de Mobile qu'il fit bâtir.